# Friedrich Peter Valentiner
Friedrich Peter Valentiner (* 2. November 1817 in Pronstorf; † 6. September 1894 in Preetz) war ein deutscher evangelisch-lutherischer Geistlicher und der erste Pastor der deutschen evangelischen Gemeinde in Jerusalem.

## Leben
Friedrich Peter Valentiner stammte aus einer alten schleswig-holsteinischen Akademikerfamilie. Er war ein Sohn des Pastors und Konsistorialrats Valentin Adrian Valentiner (1758–1835) und dessen zweiten Frau Christine Sophie Bauert und Bruder des Arztes Georg Theodor Valentiner. Friedrich Wilhelm Valentiner, Christian August Valentiner und Diedrich Harries waren seine Cousins.
Er studierte ab 1838 Evangelische Theologie an der Universität Kiel. 1843 bestand er das Theologische Examen. Ende 1848 wurde er zum Diaconus an St. Laurentius in Tönning berufen. Wegen seiner anti-dänischen Haltung im Verlauf der Schleswig-Holsteinischen Erhebung wurde er am 8. November 1850 von der dänischen Regierung entlassen, ebenso seine Cousins.
1851 ernannte ihn der preußische König Friedrich Wilhelm IV. zum Konsulatsprediger am Konsulat in Jerusalem. Er reiste am 1. Dezember 1851 aus und kam am 11. Januar 1852 in Jerusalem an. Valentiner wurde damit der erste Pfarrer der kleinen, aber stetig wachsenden deutschen evangelischen Gemeinde in Jerusalem, die ihre Gottesdienst in der 1849 erbauten Christuskirche, der Bischofskirche des englisch-preußischen Bistums Jerusalem, feierte.
Nach dem Deutsch-Dänischen Krieg und damit dem Ende der dänischen Herrschaft in Schleswig-Holstein kehrte er 1866 zurück und wurde Pastor in Pronstorf. 1869 wurde er zum Klosterprediger am Kloster Preetz berufen.
Er war verheiratet mit Anna Charlotta, geb. van Laer (* 12. August 1822 in Halk; † 16. Juni 1903). Sohn des Paares war der spätere Eutiner Superintendent und Ratzeburger Landessuperintendent Theodor Valentiner (1854–1913).

## Schriften
- Beitrag zur Topographie des Stammes Benjamin. In: Zeitschrift der Deutschen Morgenländischen Gesellschaft, Band 12. 1858. S. 161–170 (Digitalisat).
- Introductionspedigt gehalten zu Pronstorf 8. p. Trin. und Einweihungsrede des Begräbnißplatzes am 18. p. Trin. Kiel 1866
- Das heilige Land, ‚wie es war‘ und ‚wie es ist‘: für Kirche, Schule und Haus; mit einer neuen Charte von Palästina. Kiel: Schröder 1868